# Ferrocarril en El Salvador

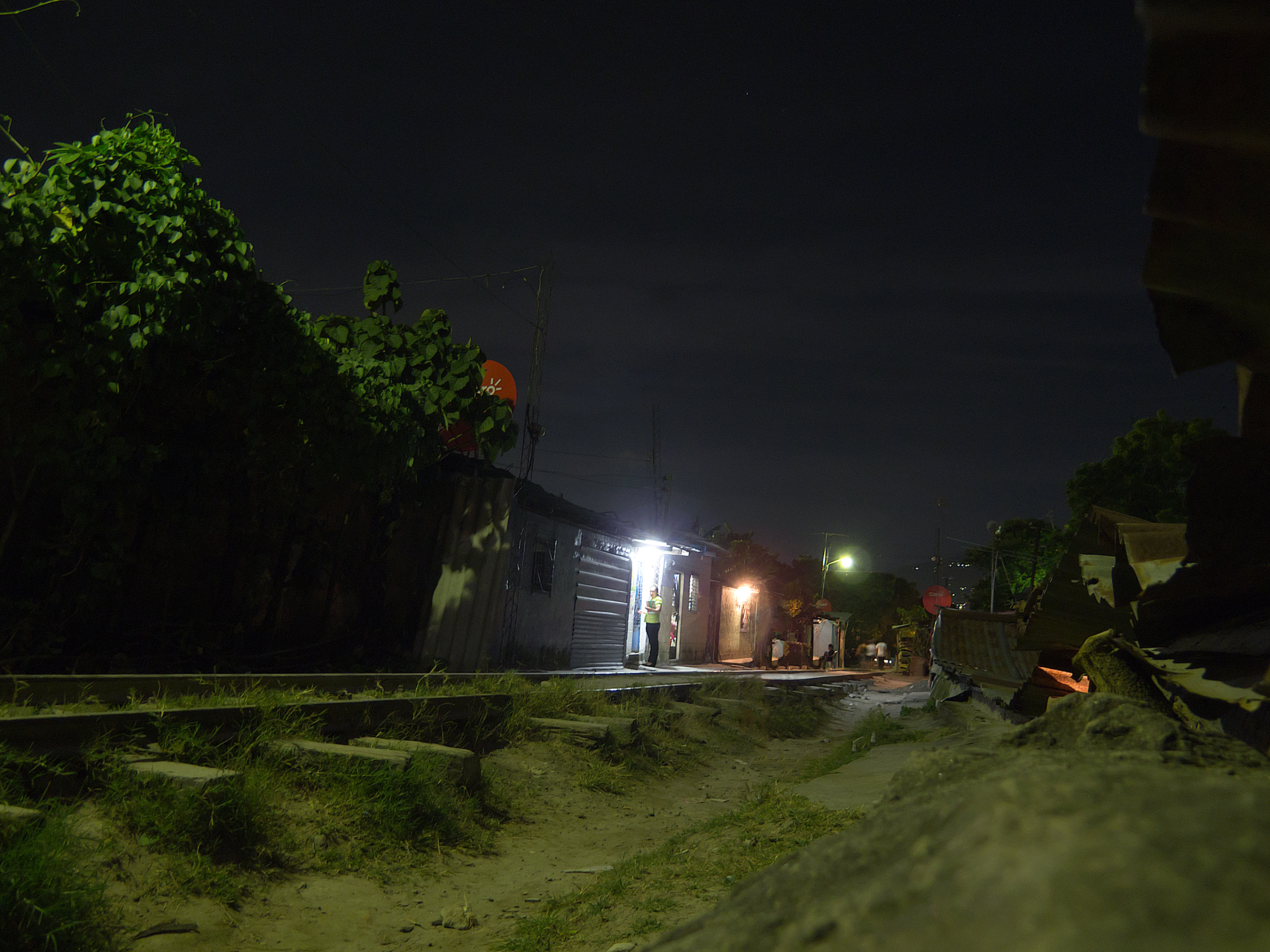
Pista en Soyapango en 2011

Los Ferrocarriles Nacionales de El Salvador (FENADESAL), es una empresa de ferrocarriles nacionales de CEPA (Comisión Ejecutiva Portuaria Autónoma, autoridad portuaria); actualmente ningún tren opera en El Salvador.  Supervisa 554.8 km de líneas de ferrocarril de vía estrecha de 3 pies (914 mm) que conectan ciudades importantes (San Salvador, Santa Ana, Acajutla, Sonsonate, Soyapango, Zacatecoluca) y anteriormente estaba enlazado con los ferrocarriles de Guatemala en Anguiatú.

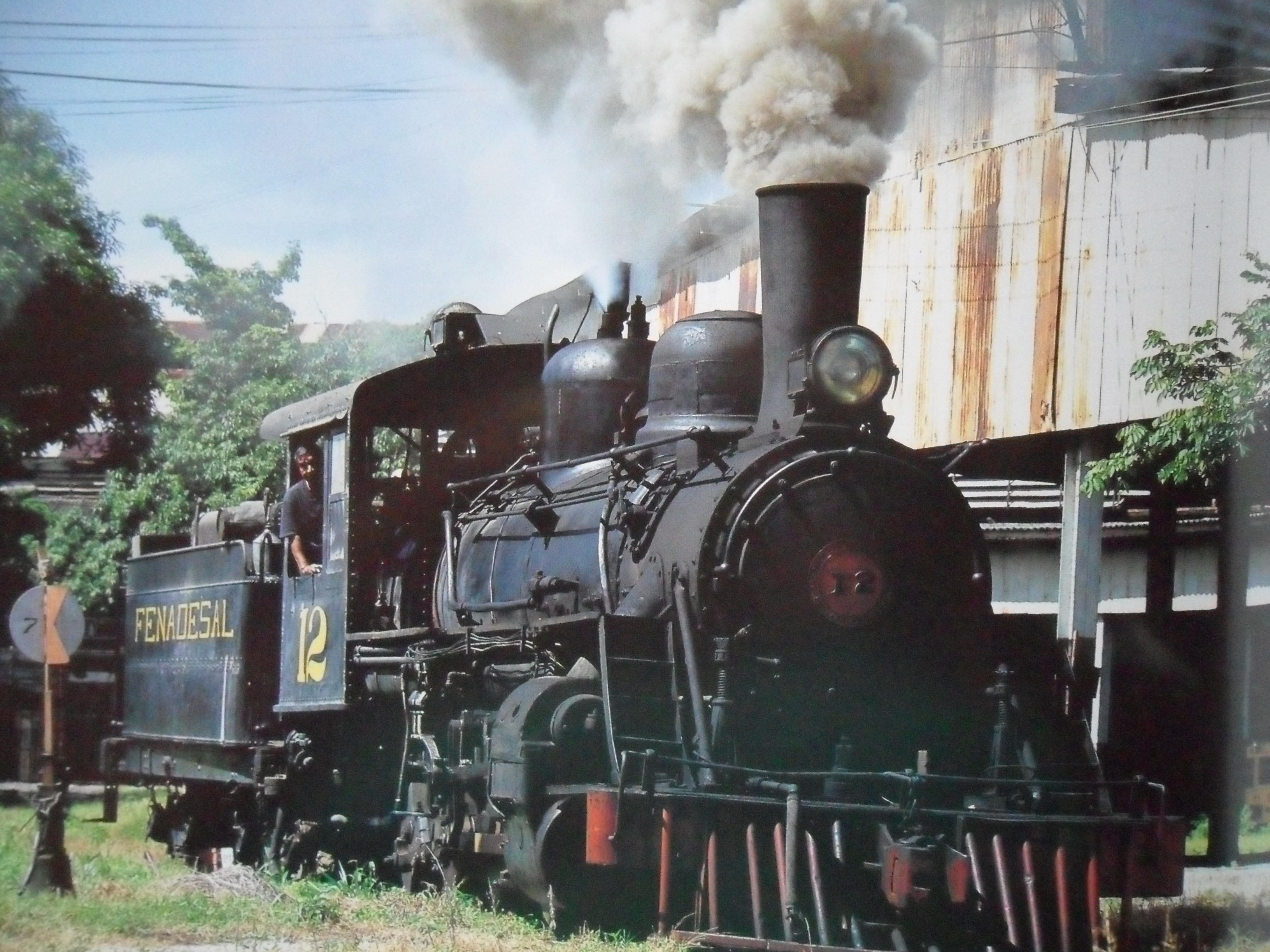
Máquina de vapor FENADESAL en Apopa.

## Historia

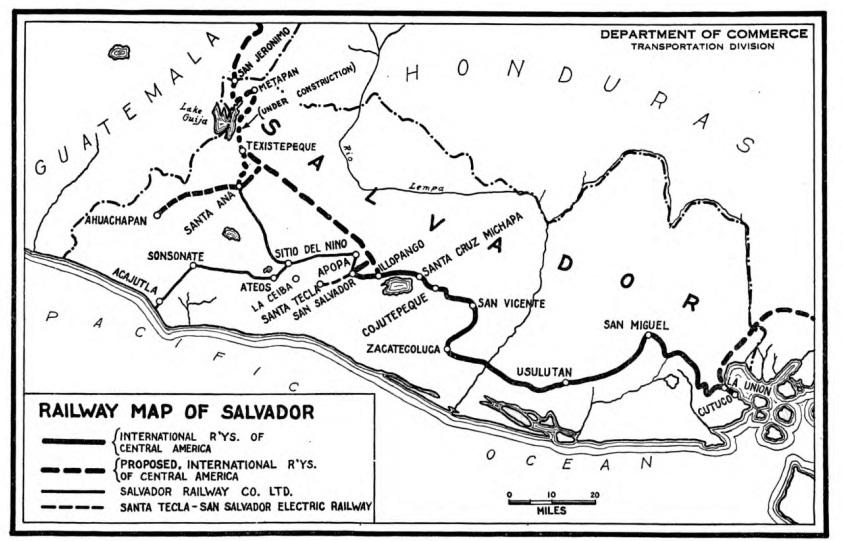
Mapa del tren en 1925

El primer ferrocarril en El Salvador fue inaugurado entre Sonsonate y el puerto de Acajutla el 4 de junio de 1882, construido por la empresa privada británica The Salvador Railway Construction Co.  Las primeras locomotoras, inglesas, podían remolcar 185 toneladas y eran del modelo American Tai.  En los años siguientes, las líneas extendieron a Santa Ana, San Salvador y otros sitios. 

### Subsidios
El Salvador subsidió a las ferrocarrileras extranjeras a razón de $11 200 por milla construida, un monto substancial en la época, amén de: exclusividad ferroviaria en una franja de 20 millas a cada lado de las vías —esto es, ninguna otra ferroviaria podía competirle en ese radio—, preferencia para la construcción de otros ferrocarriles, excención de todo impuesto a la operación y la propiedad, y excención de aranceles en la importación de equipos y materiales y combustible hulla. Adicionalmente, el derecho a producir electricidad de los ríos y libremente usarla y venderla.  Eso sí: al cabo de 99 años los ferrocarriles pasarían al Estado —gratis—, o el gobierno podría comprarlos a los 70 años, a su elección.

### Cambios de nombre con el ferrocarril y fusilamiento de FENASAL
Las partes de la red estuvieron dirigidas, de una forma separada, por La Compañía de Ferrocarril del Salvador Limitada (más tarde nacionalizado y rebautizado FES - Ferrocarril de El Salvador) e IRCA - Ferrocarriles Internacionales de América Central (una compañía del United Fruit Company, más tarde nacionalizada y rebautizado FENASAL - Ferrocarril Nacional de El Salvador).  En 1975, por decreto gubernamental, las dos compañías estatizadas se fusionaron en FENADESAL - Ferrocarriles Nacionales de El Salvador, dirigido y administrado por la CEPA (autoridad portuaria) en representación del estado.
Todo transporte ferroviario quedó suspendido en octubre de 2002. Se reactivó el transporte de pasajeros entre San Salvador y Soyapango de octubre de 2004 hasta abril de 2005 para ayudar aliviar la congestión de tráfico automovilístico después del derrumbe de un puente que conectaba ambas ciudades.
En 2006 la CEPA presentó un esquema piloto para reactivar la red ferroviaria. Se podrían reanudar servicios entre San Salvador y Apopa, lo que requeriría la reparación de siete coches de pasajeros.
En noviembre de 2007 se puso en práctica el plan de la CEPA y se reanudó el servicio a Apopa con dos viajes de ida y vuelta cada mañana y tarde. El boleto cuesta 10¢ EE. UU. para el viaje de 12 km, contando con la presencia de cuatro agentes de policía en cada tren para asegurar la seguridad a bordo (el servicio fue suspendido en 2013). El plan es reabrir por etapas la ruta entera a la capital departamental de Sonsonate durante los próximos 12 meses; se preveía abrir el tramo a Nejapa en marzo.
El 26 de abril de 2022, la Asamblea Legislativa de El Salvador aprobó una ley para iniciar la construcción del Tren del Pacífico. La nueva red ferroviaria tendrá una longitud de 535 kilómetros (332 millas).

## FERISTSA
El ferrocarril de FERISTSA estuvo propuesto para conectar a México con Panamá vía El Salvador.